# 櫻井武晴
櫻井 武晴（さくらい たけはる、1970年11月25日 - ）は、日本の脚本家・プロデューサー。東京都出身。原作や原案が存在する際の名義として飯田 武としても活動している。

## 略歴
早稲田大学第二文学部演劇専修卒業。1993年より、東宝映画でプロデューサーを務めた。在職中、第1回読売テレビシナリオ大賞受賞。企画・プロデュース業務に従事しながら、脚本家としても活躍。1999年公開の映画『催眠』のプロデュースを担当した翌年、東宝映画を退社、脚本家に転身。以後、ミステリーを中心に活躍。『相棒 Season 9』の第8話「ボーダーライン」では派遣労働者の貧困問題をジャーナリスティックに取り上げ、主演の水谷豊と共に貧困ジャーナリズム大賞2011を受賞した。2013年4月に公開の映画『名探偵コナン 絶海の探偵』で自身初のアニメーション映画の脚本を担当。

## 脚本作品

### 科捜研の女 シリーズ

#### テレビシリーズ
- 科捜研の女 season4（2002年、テレビ朝日・東映）
  - FILE.2 「私は殺してない！記憶を奪われた美女の謎」
  - FILE.4 「哀しき偽装結婚！死を呼ぶ京髪飾り」
  - FILE.6 「誘惑された女！腐敗しない死体の謎」

- 新・科捜研の女1 season5（2004年、テレビ朝日・東映）
  - file.2 「ダイエットケーキに秘められた甘い殺意」
  - file.3 「殺しのスーツ！ねじれた死亡推定時刻」
  - file.7 「時効直前！妻が見たDNA銃弾の謎！」
  - file.9 「まさかの検死ミス！もうひとりのマリコの完全犯罪」
- 新・科捜研の女2 season6（2005年、テレビ朝日・東映）
  - file.2 「VS文化財 Gメンの女！二つの凶器に潜む血の涙の秘密」
  - file.3 「奇妙な遺言状！猫屋敷DNA殺人事件」
  - file.4 「VS謎の美人気象予報士！ずらされた死亡時刻」
  - file.8 「15年前の鑑定ミス!? マリコの父が殺人犯」
  - file.9 「どうするマリコ！灼熱50度の監禁状態」（飯島早苗と共同）
- 新・科捜研の女3 season7（2006年、テレビ朝日・東映）
  - file.1 「京都の祭りに人が死ぬ!! 祇園祭りを襲う二つの事件！致死率100%の細菌テロ!! マリコが刺された！山鉾町の連続殺人!!」
  - file.2 「捜査日誌の罠！覆面パトカー空白の30分」
  - file.6 「vs警察犬ハリー！第三の銃撃犯を追え」
  - file.8 「疑惑の捜索願！母親の遺体を拒否する娘」
- 新・科捜研の女 スペシャル（2008年、テレビ朝日・東映）
  - 「真夜中の大爆発！狙われた京都サミット!! SPがSPを射殺!?疑惑のテロリスト銃撃戦…監禁されたマリコ」
- 新・科捜研の女4 season8（2008年、テレビ朝日・東映）
  - File.1 「盗聴された殺人現場！危険な声紋鑑定!!」
  - File.5 「7年前の白骨死体！結婚指輪が語る過去!!」
  - File.7 「もう一つのDNA鑑定！誘拐犯VS警察犬」
  - File.9 「マリコ殉職!? 葬られた弾道鑑定!!マリコ、科学者の誇りをかけた最後の鑑定!!」
- 科捜研の女 season9（2009年、テレビ朝日・東映）
  - CASE Ⅰ 「20年目の殺人連鎖！なぜ私たちが狙われる 姿なき脅迫者!!椎茸菌DNAの謎!? 最新の科学鑑定、逆転の結末」
  - CASE Ⅳ 「告発された司法解剖！追いつめられた女医」
  - CASE Ⅵ 「骨董品殺人！京都〜東京、不在証明の罠」
  - CASE Ⅸ 「立て籠り事件の死角！銃を奪われた警察官」
- 科捜研の女 スペシャル（2010年、テレビ朝日・東映）
  - 「恐怖の200メートル狙撃 疑惑の体内弾道!? 矛盾する発射タイミング!!京都〜小豆島、逃げる女VS迫る狙撃者の謎」
- 科捜研の女 season10（2010年、テレビ朝日・東映）
  - CASE Ⅳ 「刑事の闇！歩行分析が暴いた殺意の謎!?」
  - CASE Ⅶ 「科捜研vs絵画修復家 消された微細証拠!!」
- 科捜研の女 スペシャル（2011年、テレビ朝日・東映）
  - 「狙われた大型客船！姿なきテロリストの罠奇妙な航路、不規則な数字の謎!?音カメラが暴く迷走路」
- 科捜研の女 season11（2011年 - 2012年、テレビ朝日・東映）
  - ep.1 「法務省から来た女！疑惑の検事！隠された銃弾の秘密!! 京都〜奈良を結ぶ冤罪の罠!?」
  - ep.7 「13年目の鑑定対決！科警研vs科捜研、偽造紙幣の死角」
  - ep.9 「警察犬vsDNA鑑定 アリバイ崩しの誤算」
  - ep. 14 「京都老舗殺人事件！味の鑑定…和菓子職人vs科捜研!!」
- 科捜研の女 season12（2013年、テレビ朝日・東映）
  - File 1 「疑惑の銃撃戦！立てこもり事件の謎!? 矛盾する弾道、接点なき共犯者の罠！顔＋歩容認証が暴く真実!! エリート管理官に潜む闇…」
  - File 9 「罠に堕ちた管理官！色彩認証が暴く殺意」
- 科捜研の女 season13（2013年 - 2014年、テレビ朝日・東映）
  - File 5 「矛盾する鑑定！法医学vs化学!!空白の15分 死亡時刻に潜む殺意」
  - File 10 「襲われた女医！盗まれた解剖遺体!!奪われた二つの臓器の秘密」
  - File 15 「最終章〜偽装された火災!? 疑惑の焼死体…乱れた弾性繊維の秘密 禁じられた遺体解剖」
  - File 16 「逆転の新事実！火災+転落死、偽装工作の罠!!ポリグラフ検査が負ける時…」
- 科捜研の女 スペシャル（2013年、テレビ朝日・東映）
  - 「疑惑の観光タクシー…予告された転落事故！奇妙なタイヤ痕、飛沫血痕の罠!! 冤罪を生んだ鑑定ミス!?父親に尋問されるマリコ！辞職を要求する元管理官！」
- 科捜研の女 season14（2014年、テレビ朝日・東映）
  - File 5 「国会議員と警察犬」
  - File 8 「疑惑の解剖ドクター」
  - File 9 「白昼の殺人雨」
- 科捜研の女 スペシャル（2014年、テレビ朝日・東映）
  - 「白骨死体は30年前に夜逃げした親友!?涙と執念のDNA型鑑定！東京〜大阪1100キロの大捜査！繁華街の大爆破 迫る女探偵の罠〜マリコの過去が明白に!!」
- 科捜研の女 スペシャル（2015年、テレビ朝日・東映）
  - 「科学捜査vs祟りの村恐竜の化石発掘現場から出現した白骨死体！京都〜日本海を結ぶ奇妙な手紙！わらべ唄通りに連続殺人が!!鑑定が告げる壮絶な真実」
- 科捜研の女 season15（2015年 - 2016年、テレビ朝日・東映）
  - File.3 「死神の正義」
  - File.14 「絶対に捕まらない男」
  - File.15 「絶対に捕まえる女」
- 科捜研の女 スペシャル（2016年、テレビ朝日・東映）
  - 「国際空港大パニック〜関空発・死を呼ぶ危険ドラッグが京都を襲う！防犯カメラに写らない女VS最新3D鑑定！追跡を阻む山荘爆破の罠…絶体絶命のマリコをハチの大群が救う!?」
- 科捜研の女 season16（2016年 - 2017年、テレビ朝日・東映）
  - File.4 「猫の時間」
  - File.9 「解剖を拒む女」
- 科捜研の女 スペシャル（2017年、テレビ朝日・東映）
  - 「24年前の未解決事件が、再び動き出す！赤ちゃん誘拐発生！手口は24年前の事件と同じで…被害者はその時の容疑者だった!?時を超えた事件を最新科学捜査で追う2時間SP」
  - 「決死の大追跡！猛毒を運ぶ逃亡犯VS最新鋭ドローン!!土門を襲う暴走列車…マリコ、涙の検視！衝撃ラスト」
- 科捜研の女 season17（2017年 - 2018年、テレビ朝日・東映）
  - File.1 「グルメサイト殺人」
  - File.7 「自転車泥棒」
  - File.8 「嘘つきな容疑者」
  - File.12 「あるドクターの死」
  - File.17 「200の鑑定」
- 科捜研の女 season18（2018年、テレビ朝日・東映）
  - File.1 「殺人音楽隊」
- 科捜研の女 スペシャル（2019年、テレビ朝日・東映）
  - 「土門、最後の事件へ…マリコVS連続爆弾犯予測不能の起爆装置とマイナス10℃の殺意！衝撃クライマックス」
- 科捜研の女 season19（2019年 - 2020年、テレビ朝日・東映）
  - File.1 「科捜研の女VS科警研の女」
  - File.3 「カナダから来た男」
  - File.6 「愛される悪魔」
  - File.11 「殺人遊覧船ツアー」
  - File.17 「妻と愛人の事件簿」
  - File.18 「人質志望の女」
  - File.25 「シャンハイ捜査線」
  - File.33 「ニューヨークから来た悪魔」
- 科捜研の女 season20（2020年、テレビ朝日・東映）
  - File.1 「榊マリコになれなかった女」
- 科捜研の女 season21（2021年 - 2022年、テレビ朝日・東映）
  - File.2 「殺人を消毒する女」
  - File.5 「殺しのエチュード」
  - File.9 「衝撃…マリコVS科捜研!!」
  - File.10 「新春かくし芸鑑定」
  - File.17 「マリコのジビエデート」
- 科捜研の女 2022 season22（2022年、テレビ朝日・東映）
  - File.1 「新生・科捜研、衝撃スタート… 予測不能の連続人体自然発火!!」
  - File.5 「天才科学者VSサル」
  - File.9 「-50℃冷凍マリコ!! 最終決戦ついに完結」
- 科捜研の女 season23（2023年、テレビ朝日・東映）
  - File.1 「新生マリコVS姿なき爆弾犯!! 目撃者は猫!?ロンドン〜天橋立1万キロ遠隔殺人を暴く最新科学と謎の綿あめ」
  - File.5 「殺人を告白する花」
  - File.8 「最後のメッセージ」
- 科捜研の女 season24（2024年、テレビ朝日・東映）
  - EPISODE.1 「新生科捜研に衝撃！マリコVS死を呼ぶキス…姿なき犯人の空飛ぶ1000の分身と猫の謎」
  - EPISODE.8 「売れない家の秘密」
  - EPISODE.10 「マリコ最後の鑑定」

#### 劇場版
- 科捜研の女 -劇場版-（2021年、東映）

### 相棒 シリーズ

#### テレビシリーズ
- 相棒 警視庁ふたりだけの特命係 Season 1 (2002、テレビ朝日・東映)
  - 第3話「秘密の元アイドル妻」
  - 第4話「下着泥棒と生きていた死体」
  - 第7話「殺しのカクテル」
  - 第10話「最後の灯り」

- 相棒 Season 2（2003-2004年、テレビ朝日・東映)
  - 第3話「殺人晩餐会」
  - 第7話「消えた死体」
  - 第8話「命の値段」
  - 第15話「雪原の殺意」
  - 第16話「白い罠」

- 相棒 Season 3（2004-2005年、テレビ朝日・東映)
  - 第8話「誘拐協奏曲」
  - 第11話「ありふれた殺人」
  - 第13話「警官殺し」
  - 第15話「殺しのピアノ」

- 相棒 Season 4（2005-2006、テレビ朝日・東映）
  - 第6話「殺人ヒーター」
  - 第9話「冤罪」
  - 第13話「最後の着信」
  - 第15話「殺人セレブ」–  脚本協力（脚本：真部千晶）
  - 第17話「告発の行方」
  - 第20話「7人の容疑者」

- 相棒 Season 5（2006-2007年、テレビ朝日・東映）
  - 第5話「悪魔への復讐殺人」
  - 第9話「殺人ワインセラー」
  - 第15話「裏切者」
  - 最終話「サザンカの咲く頃」

- 相棒 Season 6（2007-2008年、テレビ朝日・東映）
  - 第1話「複眼の法廷」
  - 第9話「編集された殺人」
  - 第14話「琥珀色の殺人」
  - 最終話「黙示録」

- 相棒 Season 7（2008-2009年、テレビ朝日・東映）
  - 第6話「希望の終盤」
  - 第7話「最後の砦」
  - 第12話「逃亡者」
  - 第13話「超能力少年」
  - 第18話「悪意の行方」

- 相棒 Season 8（2009-2010年、テレビ朝日、東映）
  - 第7話「鶏と牛刀」
  - 第12話「SPY」
  - 最終話「神の憂鬱」

- 相棒 Season 9（2010年 - 2011年、テレビ朝日、東映）
  - 第4話「過渡期」
  - 第6話「暴発」
  - 第8話「ボーダーライン」
  - 第15話「もがり笛」
- 相棒 Season 10（2011年 - 2012年、テレビ朝日、東映）
  - 第2話「逃げ水」
  - 第4話「ライフライン」
  - 第9話「あすなろの唄」
  - 第15話「アンテナ」

- 相棒 Season 11（2012年 - 2013年、テレビ朝日、東映）
  - 第4話「バーター」
  - 第7話「幽霊屋敷」
  - 第17話「ビリー」
  - 最終話「酒壺の蛇」

- 相棒 Season 12（2013年、テレビ朝日、東映）
  - 第3話「原因菌」
  - 第7話「目撃証言」（飯田武名義）

#### 劇場版
- 相棒シリーズ 鑑識・米沢守の事件簿（2009年、東映）（飯田武名義）

- 相棒シリーズ X DAY（2013年、東映）

#### スピンオフ
- 裏相棒2（2009年、東映）
  - 第一夜「宿直の夜」
  - 第二夜「致命的なミス」
  - 第三夜「驚愕の事実」、
  - 最終夜「鑑識ショッピング」

### 名探偵コナン シリーズ

#### テレビアニメ
名探偵コナン
- 第694話「消えた老舗の和菓子」（2013年）
- 第774話「消えたムンクの叫び」（2015年）
- 第813話「安室に忍び寄る影」（2016年）
- 第898話「ケーキが溶けた!」（2018年）
- 第1002話「米花商店街ダストミステリー」（2021年）
- 第1080話「灰原を狙うカメラ」（2023年）
- 第1161話「秘密の残像」(2025年)

#### 劇場版
- 名探偵コナン 絶海の探偵（2013年）[5]
- 名探偵コナン 業火の向日葵（2015年）[6]
- 名探偵コナン 純黒の悪夢（2016年）[7]
- 名探偵コナン ゼロの執行人（2018年）[8]
- 名探偵コナン 緋色の弾丸（2021年）[9]
- 名探偵コナン 黒鉄の魚影（2023年）[10]
- 名探偵コナン 隻眼の残像（2025年）

### 記憶捜査 シリーズ
- 記憶捜査〜新宿東署事件ファイル〜（2019年1月期、テレビ東京、ホリプロ）
- ドラマスペシャル 記憶捜査～新宿東署事件ファイル～ 「令和の女殺人鬼」（2020年、テレビ東京、ホリプロ）
- 記憶捜査2〜新宿東署事件ファイル〜（2020年10月期、テレビ東京、ホリプロ)
- 記憶捜査スペシャル2〜新宿東署事件ファイル〜（2022年、テレビ東京、ホリプロ）
- 記憶捜査3～新宿東署事件ファイル～（2022年10月期、テレビ東京・ホリプロ）
- 記憶捜査スペシャル3〜新宿東署事件ファイル〜（2025年、テレビ東京、ホリプロ）

### 連続テレビドラマ
- オヤジ探偵（2001年、テレビ朝日・東映）
  - 第2,3,5,7話
- オヤジ探偵2(2002年、テレビ朝日・東映）
  - 第2話「疑惑の遺品!?」
  - 第3話「もてあそばれた人生」
  - 第4話「ふたつの時効」
  - 第5話「続・ふたつの時効」
  - 最終話「まぼろし」
- スカイハイ(2003年、テレビ朝日・アミューズ)
  - 第六死「pigeon house」
- こちら本池上署(2)(2003年、TBS・テレパック)
  - 第11話「狙え!総鑑賞」
  - 第14話「署内大騒動!」
- 女と男と物語PART:II（2004年、ABC）
  - Episode4「鉄格子の夜」
  - Episode7「離婚届の夜」
- 人が殺意を抱くとき（2004年、ABC)
  - 第3回「大人買い」
- こちら本池上署(3)（2004年、TBS・テレパック）
  - 第5話「職務質問の女」
  - 第9話「刑事の観察眼」
- こちら本池上署(4)（2004年、TBS・テレパック）
  - 第4話「信じるということ」
- こちら本池上署(5)（2005年、TBS・テレパック）
  - 第4話「盗まれた手口」
  - 第5話「百日紅の花」
  - 第13話「幽霊タクシー」
- 女と男と物語 PART:III（2005年、ABC）
  - 第9回「お帰りなさい…」
- その男、副署長〜京都河原町署事件ファイル〜(Season1)（2007年、テレビ朝日・東映）
  - file3,8（最終話）
- 警視庁捜査ファイル さくら署の女たち（2007,テレビ朝日・東映）
  - 第4話「女検事を殺した蘭!／花粉のワナ」
- その男、副署長〜京都河原町署事件ファイル〜(Season2)（2008年、テレビ朝日・東映）
  - file.8
- その男、副署長(Season3)（2009年、テレビ朝日、東映）
  - File.1、Last file
- 853〜刑事・加茂伸之介（2010年、テレビ朝日、東映）-  メインライター
  - No.1,2,4,5,最終話
- 新参者（2010年、TBS）-  シナリオ協力
- ATARU（2012年、TBS）※初の連続ドラマ全話執筆
- TAKE FIVE〜俺たちは愛を盗めるか〜（2013年、TBS） - 原案・脚本
- 東京スカーレット〜警視庁NS係 （2014年、東映、TBS）
  - 第4話、第7話
- ヤメゴク〜ヤクザやめて頂きます〜（2015年4月期、TBS）
- 神の舌を持つ男（2016年、TBS）[11]
- オペレーションZ 〜日本破滅、待ったなし〜（2020年3月15日 -、WOWOW)

### 単発テレビドラマ
- 金曜エンタテインメント（フジテレビジョン）
  - 昼下がり・社宅奥様探偵団（1998年）
  - おんせんデカ 修善寺温泉駐在日記（1999年）
  - マジシャン刑事（2000年）
  - 宝石調査員九条薫 備前〜倉敷・サファイア連続殺人事件（2000年）
  - 昼下がり社宅奥様捜査隊（2001年）
  - 天童よしみの歌姫探偵 温泉カラオケ殺人事件（2002年）
  - 天童よしみの歌姫探偵ver.2（2004年）
  - 寸劇刑事〜危機一発！踊るヌイグルミ劇団 スナイパーを追え!!〜（2004年）
- 月曜ドラマスペシャル（TBS）
  - 小学校教師・沢木千太郎の事件ノート(1)（2000年）
- 月曜ゴールデン（TBS）
  - 財務捜査官・雨宮瑠璃子6（2011年）
- 土曜ワイド劇場（テレビ朝日）
  - 科学捜査研究所・文書鑑定の女1（2000年）
  - キソウの女（2003年、ABC）
  - 警察科学捜査研究所　文書鑑定の女2（2004年）
  - 新・赤かぶ検事奮戦記16（2004年、ABC）
  - キソウの女II 帆村純（2005年、ABC）
  - 新・赤かぶ検事奮戦記17（2005年、ABC)
  - 警視庁科学捜査研究所 文書鑑定の女3（2006年）
  - キソウの女III 帆村純〜刑事部機動捜査隊〜（2006年、ABC）
  - 越境捜査（2008年、テレビ朝日）
  - 越境捜査（2010年、テレビ朝日）
- 水曜女と愛とミステリー（テレビ東京）
  - 弁護士晴枝・法律の落とし穴（2004年）※飯田武名義
- 水曜ミステリー9（テレビ東京）
  - 猪熊夫婦の駐在日誌4 制服捜査「遺恨」（2007年）※飯田武名義
- 赤い指〜「新参者」加賀恭一郎再び!（2011年、TBS）
- 正月時代劇『御鑓拝借〜酔いどれ小籐次留書〜』（2013年、NHK）
- ATARU スペシャル〜ニューヨークからの挑戦状!!〜（2013年、TBS）
- 新春ドラマスペシャル “新参者”加賀恭一郎「眠りの森」（2014年、TBS）
- テレビ東京開局50周年特別企画ドラマスペシャル「永遠の0」(2015年、3夜放送、テレビ東京)
- ドラマ特別企画　堂場瞬一サスペンス「検証捜査」(2017年、テレビ東京)
- ドラマスペシャル 指定弁護士（2018年9月、テレビ朝日）
- ホテルマン 東堂克生の事件ファイル〜日光鬼怒川温泉殺人事件（2023年、BS-TBS）

### 映画
- セカンドチャンス エピソードII（2000年、東映）
- 麒麟の翼 〜劇場版・新参者〜（2012年、東宝）
- 逆転裁判（2012年、東宝）※飯田武名義
- 劇場版 ATARU THE FIRST LOVE & THE LAST KILL（2013年、東宝）
- RANMARU 神の舌を持つ男（2016年、松竹）

### 漫画
- ヤメゴク〜ヤクザやめて頂きます〜（漫画：関口太郎、『ヤングエース』2015年4月号より連載）[12]

## プロデュース作品
- 『催眠』（1999年、東宝）
- 『祈りの幕が下りる時』 企画協力(2018年、東宝)[13]

### 小説
- 『シグナル』（2001年、徳間書店）